# Pnume
Los pnume son una especie alienígena de ficción que aparece en los libros del ciclo de Tschai, creada en 1968 por Jack Vance.

## Historia
Los pnume son los habitantes originales del planeta Tschai. Son una raza antiquísima, de millones de años, y tienen tecnología avanzada desde hace al menos siete millones de años. Sin embargo, no son una raza expansionista, y nunca han salido de su planeta, a pesar de que por Tschai han pasado, entre otros y antes de los chasch, dirdir y wankh, los shivvan, los gjee y los fesa. Las sucesivas invasiones que ha sufrido el planeta son seguidas por los pnume con interés, ocultándose de las razas extranjeras en las cavernas del interior, y expulsándoles si era necesario. En ocasiones han vivido en la superficie, en pueblos de cabañas circulares, pero no es lo habitual.

## Físico
Físicamente son de estatura similar a la humana, complexión frágil, cabeza alargada con forma equina y mandíbula partida similar a un insecto, rodillas con la articulación flexionada hacia atrás, pie estrecho, de color rojo y negro, con tres grandes dedos. También pueden caminar sobre las patas delanteras. Aunque son muy ágiles, su cuerpo se daña con facilidad. Visten con sombreros de ala ancha y grandes capas negras. 

## Sociedad
Los pnume viven en un entramado de galerías subterráneas que recorren todo el planeta, junto a sus sirvientes humanos pnumekin. Estas galerías están conectadas a multitud de puntos de la superficie, especialmente a sótanos, cuevas y ruinas, por lo que se puede ver a un pnume en cualquier parte, observando la superficie. Incluso pueden aparecer nadando en medio del mar. Son muy curiosos y dedican su existencia a observar la superficie del planeta y las distintas especies que lo invaden, cristalizando individuos para guardarlos en su museo de Posteridad, en el que guardan registros de siete millones de años de antigüedad. No suelen actuar de manera directa, utilizando a los gzhindra como agentes, y se consideran observadores más que actores de la historia. 
- Datos: Q6080958